# 馬怡鴻
馬怡鴻（1980年11月27日—）為臺灣籃球教練、前運動員，曾擔任P. LEAGUE+桃園領航猿助理教練

## 生平
馬怡鴻是臺北市人，來自懷生國中、南山高中與輔仁大學，生涯效力過電信女籃、台元女籃與WCBA黑龙江女篮，在2015年瓊斯盃高掛球鞋。
106學年度大專籃球聯賽馬怡鴻加入國立體育大學籃球隊教練團擔任助理教練，2018年2月26日，馬怡鴻因總教練桑茂森隨著中華男籃出征2019年世界盃男籃亞洲區資格賽第一輪第二階段代掌兵符，最終以81比53擊退中州科技大學拿下執教生涯首勝。2021年10月2日，馬怡鴻出任T1聯盟臺南台鋼獵鷹助理教練。
2023年3月4日，球團為了讓總教練劉孟竹專心帶健行科技大學在111學年度大專籃球聯賽八強賽事，因此讓馬怡鴻暫代一場總教練職務，成為臺灣職籃史上首位女性總教練；馬怡鴻率領球隊以107比100擊敗高雄全家海神。3月25日，因碰上健行科技大學征戰111學年度大專籃球聯賽四強決賽，馬怡鴻再次暫代一場總教練職務。8月31日，臺南台鋼獵鷹宣佈助理教練馬怡鴻合約結束不續約。2023年10月11日，桃園璞園領航猿宣布馬怡鴻出任助理教練，2024年8月21日桃園璞園領航猿宣佈助理教練馬怡鴻合約結束不續約

### T1聯盟
| 年度      | 球隊         | 出賽 | 勝場 | 敗場 | 勝率 | 備註        |
| --------- | ------------ | ---- | ---- | ---- | ---- | ----------- |
| 2022–2023 | 臺南台鋼獵鷹 | 2    | 1    | 1    | .500 | 代理2場比賽 |
| 生涯:1年  |              | 2    | 1    | 1    | .500 |             |

## 外部連結
- 馬怡鴻在fiba.basketball（英语）
- 馬怡鴻在archive.fiba.com（存檔）（英语）
- 馬怡鴻在archive.fiba.com（存檔）（英语）
- 馬怡鴻在fiba3x3.com（英语）
- 馬怡鴻在Eurobasket.com（球員）（英语）
- 馬怡鴻在Eurobasket.com（教練）（英语）